# Aufwind (Chor)
Aufwind war ein Chor aus christlichen Popmusikern der 1980er Jahre.

## Geschichte
Unter Johannes Nitsch versammelten sich in der Formation Aufwind Anfang der 1980er einflussreiche Interpreten der christlichen Popmusikszene wie Nicole Vogel, Ulrike Wetter, Jan Vering, Heike Barth, Pat Garcia, Christoph Zehendner, Eberhard Rink und Clemens Bittlinger. Der Profi-Chor machte sein Debüt mit einem Konzeptalbum unter dem Titel Golgatha, das 1980 produziert von Johannes Nitsch und Nils Kjellström unter dessen Label Blue Rose erschien. Die Gruppe tourte durch die gesamte Bundesrepublik sowie die Schweiz, Österreich und Luxemburg. 1982 folgte die LP Lebenslieder, erschienen im Plattenlabel Abakus, sowie im gleichen Jahr ein Live-Album, ein Mitschnitt eines gemeinsamen Konzerts mit Jan Vering unter dem Titel Jan Vering und Freunde: Wieder live, erschienen bei Pila Music. 1983 veröffentlichte der Chor sein letztes Album unter dem Titel Fundamentales, welches erneut bei Abakus erschien.

## Diskografie
- Golgatha. (Blue Rose, 1980)
- Jan Vering und Freunde – wieder live. (mit Jan Vering; Pila Music, 1980)
- Lebenslieder. (Abakus Musik, 1982)
- David – Ein Sänger, ein König: Musical von Jürgen Werth und Johannes Nitsch. (Abakus Musik, 1982)
- Fundamentales. (Abakus Musik, 1983)
- Höre, Herr: Asaph-Psalmen. (mit Spektrum; Hänssler Music, 1984)